# Stictoptera aequisecta
Stictoptera aequisecta är en fjärilsart som beskrevs av Turner 1933. Stictoptera aequisecta ingår i släktet Stictoptera och familjen nattflyn. Inga underarter finns listade i Catalogue of Life.